# Długomił
Długomił – staropolskie imię męskie, złożone z członów Długo- ("długi – rozciągnięty w przestrzeni") i -mił ("miły"). Mogło ono oznaczać "miły ludziom wszędzie na dużym obszarze". Zdrobnieniem tego imienia jest Długosz.
Długomił imieniny obchodzi 21 stycznia i 13 kwietnia.